# Encyrtidae
 (août 2011).
Famille
Les Encyrtidae sont une famille d'insectes hyménoptères apocrites de la super-famille des Chalcidoidea. Ils sont d'une grande importance en lutte biologique car tous sont entomophages.

## Morphologie
- Très petits insectes de 0,5 à 3,5 mm (1 mm en moyenne).
- Aspect robuste, court et aplati, à éclat métallique jaune, orange, rouge ou marron.
- Ailes teintées.
- Tête transversale, avec bord postérieur en arc de cercle.
- Antenne de 5 à 13 segments chez la femelle et en massue, rameuse chez le mâle.
- Tarse de 5 articles, tarière très courte.

Ils se caractérisent par :
- même structure des tarses médians que les Eupelmidae ;
- hanches médianes insérées au milieu ou à la partie antérieure du segment ;
- Mésoscutum convexe ;
- cerques migrant vers l'avant, déformant les derniers tergites en "V" (peu visibles sur l'insecte  mort).

## Biologie
Tous sont des insectes entomophages : deux Encyrtidae sur trois sont des endoparasitoïdes solitaires d'hémiptères, essentiellement de cochenilles du genre Leucanium. Le restant parasite des œufs, larves ou nymphes de lépidoptères, chrysomèles, punaises, cécidomyies et tiques.  Les Copidosomatini sont tous parasites de lépidoptères.
Trechnites psyllae et Prionomitus mitratus sont endoparasites de Psylla pyri (psylle du poirier). Compercia merceti parasite la blatte Supella longipalpa.
Des espèces sont également hyperparasites d'Encyrtidae, Aphelinidae, Cynipidae, Pteromalidae, Braconidae, Dryinidae.  C'est le cas de Syrphophagus mamitus sur Psylle.
L'œuf est encyrtiforme (tube) et souvent polyembryonnique (fragmentation de l'œuf en de multiples embryons). Leur cycle est de 5 à 50 jours, la fécondité de 100 à 200 œufs. Les adultes lèchent le miellat des homoptères. Le sex ratio varie selon les espèces de 2 à 9 femelles par mâle. Il y a 1 seul œuf par hôte et tous les individus issus d'un même hôte sont de même sexe.

## Taxonomie
Cette famille contient deux sous-familles regroupant autour de 460 genres pour 3 600 espèces décrites :
- La sous-famille des Encyrtinae comprenant 350 genres et 2 800 espèces.
- La sous-famille des Tetracnemynae comprenant 100 genres et 800 espèces.

### Liste des genres
Sous-famille Encyrtinae Walker 1837 :
- Acerophagus Smith 1880
- Achalcerinys Girault 1915
- Adelencyrtoides Tachikawa & Valentine 1969
- Adelencyrtus Ashmead 1900
- Adencyrtus Prinsloo 1977
- Admirencyrtus Hoffer 1960
- Aenasiella Girault 1914
- Aenasomyiella Girault 1915
- Aesaria Noyes & Woolley 1994
- Aethognathus Silvestri 1915
- Agarwalencyrtus Hayat 1981
- Agekianella Trjapitzin 1981
- Ageniaspis Dahlbom 1857
- Agromyzaphagus Gahan 1912
- Allencyrtus Annecke & Mynhardt 1973
- Allocerchysius Hoffer 1963
- Aloencyrtus Prinsloo 1978
- Amauroencyrtus De Santis 1985
- Ameromyzobia Girault 1916
- Amicencyrtus Hayat 1981
- Amicroterys Myartseva 1983
- Amira Girault 1913
- Ammonoencyrtus De Santis 1964
- Anagyrodes Girault 1915
- Anasemion Annecke 1967
- Andinoencyrtus Blanchard 1940
- Anicetus Howard 1896
- Anisophleps Fidalgo 1981
- Anthemus Howard 1896
- Aphidencyrtoides Ishii 1928
- Aphycinus Trjapitzin 1962
- Aphycoides Mercet 1921
- Aphycomastix De Santis 1972
- Aphycomorpha Timberlake 1919
- Aphycopsis Timberlake 1916
- Aphyculus Hoffer 1954
- Aphycus Mayr 1876
- Apsilophrys De Santis 1964
- Archinus Howard 1897
- Argutencyrtus Prinsloo & Annecke 1974
- Arhopoidiella Noyes 1980
- Arrhenophagoidea Girault 1915
- Arrhenophagus Aurivillius 1888
- Arzonella Pagliano & Scaramozzino 1990
- Aschitus Mercet 1921
- Aseirba Cameron 1884
- Asterolecanobius Tachikawa 1963
- Astymachus Howard 1898
- Atelaphycus Blanchard 1940
- Atropates Howard 1898
- Australanusia Girault 1922
- Australaphycus Girault 1923
- Austrochoreia Girault 1929
- Austroencyrtoidea Girault 1922
- Austroencyrtus Girault 1923
- Austromira Girault 1924
- Avetianella Trjapitzin 1968
- Aztecencyrtus Timberlake 1926
- Baeoanusia Girault 1915
- Baeocharis Mayr 1876
- Baeoencyrtus De Santis 1964
- Beethovena Girault 1932
- Bennettisca Noyes 1980
- Blanchardiscus De Santis 1964
- Blastothrix Mayr 1876
- Blatticidella Gahan & Fagan 1923
- Bolangera Hayat & Noyes 1986
- Borrowella Girault 1923
- Bothriocraera Timberlake 1916
- Bothriophryne Compere 1937
- Bothriothorax Ratzeburg 1844
- Boucekiella Hoffer 1954
- Brachyencyrtus Hoffer 1959
- Brachyplatycerus De Santis 1972
- Brethesiella Timberlake 1920
- Caenohomalopoda Tachikawa 1979
- Caldencyrtus Noyes & Hanson 1996
- Carabunia Waterston 1928
- Casus Noyes & Woolley 1994
- Ceballosia Mercet 1921
- Centencyrtus Noyes & Woolley 1994
- Cerapteroceroides Ashmead 1904
- Cerapterocerus Westwood 1833
- Ceraptroceroideus Girault 1916
- Cerchysiella Girault 1914
- Cerchysius Westwood 1832
- Cercobelus Walker 1842
- Charitopsis Trjapitzin 1969
- Cheiloneurella Girault 1915
- Cheiloneuromyia Girault 1915
- Cheiloneurus Westwood 1833
- Cheilopsis Prinsloo 1983
- Choreia Westwood 1833
- Chrysomelechthrus Trjapitzin 1977
- Cibdeloencyrtus De Santis 1964
- Cicoencyrtus Noyes 1980
- Cirrhencyrtus Timberlake 1918
- Coagerus Noyes & Hayat 1984
- Coccidaphycus Blanchard 1940
- Coccidencyrtus Ashmead 1900
- Coccidoctonus Crawford 1912
- Coccopilatus Annecke 1963
- Coelopencyrtus Timberlake 1919
- Comones Noyes & Woolley 1994
- Comperia Gomes 1942
- Comperiella Howard 1906
- Conchynilla Girault 1923
- Copidosoma Ratzeburg 1844
- Copidosomopsis Girault 1915
- Copidosomyia Girault 1915
- Cowperia Girault 1919
- Cyderius Noyes 1980
- Deilio Noyes & Woolley 1994
- Deloencyrtus De Santis 1967
- Diaphorencyrtus Hayat 1981
- Diasula Noyes & Hayat 1984
- Dionencyrtus De Santis 1985
- Discodes Förster 1856
- Diversinervus Silvestri 1915
- Doddanusia Noyes & Hayat 1984
- Ebito Noyes & Woolley 1994
- Echthrobaccella Girault 1915
- Echthrogonatopus Perkins 1906
- Echthroplexiella Mercet 1921
- Echthroplexis Förster 1856
- Ectroma Westwood 1833
- Encyrtoalces De Santis 1985
- Encyrtoidea Girault 1923
- Encyrtus Latreille 1809
- Epiblatticida Girault 1915
- Epicerchysius Girault 1915
- Epiencyrtus Ashmead 1900
- Epistenoterys Girault 1915
- Epitetracnemus Girault 1915
- Epitetralophidea Girault 1915
- Eremencyrtus Trjapitzin 1972
- Erencyrtus Mahdihassan 1923
- Ethoris Noyes & Hayat 1984
- Eucoccidophagus Hoffer 1963
- Eugahania Mercet 1926
- Euogus Noyes & Woolley 1994
- Eupoecilopoda Novicky & Hoffer 1953
- Euscapularia Hoffer 1976
- Eusemion Dahlbom 1857
- Exoristobia Ashmead 1904
- Forcipestricis Burks 1968
- Formicencyrtus Girault 1916
- Fulgoridicida Perkins 1906
- Gahaniella Timberlake 1926
- Gentakola Noyes & Hayat 1984
- Ginsiana Erdös & Novicky 1955
- Globulencyrtus Hoffer 1976
- Gonzalezia De Santis 1964
- Grissellia Noyes 1980
- Gwala Noyes & Woolley 1994
- Habrolepis Förster 1856
- Habrolepoidea Howard 1894
- Habrolepopteryx Ashmead 1900
- Hadrencyrtus Annecke & Mynhardt 1973
- Hadzhibeylia Myartseva & Trjapitzin 1981
- Haligra Noyes & Hayat 1984
- Helegonatopus Perkins 1906
- Helygia Noyes & Woolley 1994
- Hemencyrtus Ashmead 1900
- Hemileucoceras Hoffer 1976
- Hengata Noyes & Hayat 1984
- Hesperencyrtus Annecke 1971
- Heterococcidoxenus Ishii 1940
- Hexacladia Ashmead 1891
- Hexacnemus Timberlake 1926
- Hexencyrtus Girault 1915
- Homalopoda Howard 1894
- Homalotyloidea Mercet 1921
- Homalotylus Mayr 1876
- Homosemion Annecke 1967
- Hoplopsis De Stefani 1889
- Hypergonatopus Timberlake 1922
- Iceromyia Noyes 1980
- Ilicia Mercet 1921
- Indaphycus Hayat 1981
- Ioessa Erdös 1955
- Islawes Noyes & Woolley 1994
- Isodromoides Girault 1914
- Isodromus Howard 1887
- Ixodiphagus Howard 1907
- Kataka Noyes & Hayat 1984
- Koenigsmannia Trjapitzin 1982
- Kurdjumovia Trjapitzin 1977
- Laccacida Prinsloo 1977
- Lakshaphagus Mahdihassan 1931
- Lamennaisia Girault 1922
- Leefmansia Waterston 1928
- Leiocyrtus Erdös & Novicky 1955
- Leurocerus Crawford 1911
- Lirencyrtus Noyes 1980
- Lochitoencyrtus De Santis 1964
- Lohiella Noyes 1980
- Lombitsikala Risbec 1957
- Mahencyrtus Masi 1917
- Manmohanencyrtus Singh 1995
- Mariola Noyes 1980
- Mashhoodiella Hayat 1972
- Mayrencyrtus Hincks 1944
- Mayridia Mercet 1921
- Melys Noyes & Woolley 1994
- Meniscocephalus Perkins 1906
- Merlen Noyes & Woolley 1994
- Meromyzobia Ashmead 1900
- Mesanusia Girault 1922
- Mesastymachus Girault 1923
- Mesocalocerinus Girault 1922
- Mesorhopella Girault 1923
- Metablastothrix Sugonjaev 1964
- Metanotalia Mercet 1921
- Metaphycus Mercet 1917
- Metapsyllaephagus Myartseva 1980
- Microterys Thomson 1876
- Moorella Cameron 1913
- Mozartella Girault 1926
- Mucrencyrtus Noyes 1980
- Muluencyrtus Noyes & Hayat 1984
- Nassauia Girault 1932
- Nathismusia Noyes & Hayat 1984
- Neabrolepoideus Girault 1917
- Neapsilophrys Noyes 1980
- Neastymachus Girault 1915
- Neblatticida Girault 1915
- Negeniaspidius Trjapitzin 1982
- Neocladella Girault 1915
- Neocladia Perkins 1906
- Neococcidencyrtus Compere 1928
- Neocyrtus Trjapitzin 1985
- Nerissa Trjapitzin 1977
- Nezarhopalus Girault 1915
- Oesol Noyes & Woolley 1994
- Olypusa Noyes & Hayat 1984
- Oobius Trjapitzin 1963
- Ooencyrtus Ashmead 1900
- Oophagus Liao 1987
- Orianos Noyes 1990
- Oriencyrtus Sugonjaev & Trjapitzin 1974
- Ovaloencyrtus Noyes & Hayat 1984
- Ovidoencyrtus Girault 1924
- Paksimmondsius Ahmad & Ghani 1974
- Papaka Noyes 1980
- Papuna Noyes & Hayat 1984
- Parablastothrix Mercet 1917
- Parablatticida Girault 1915
- Parachalcerinys Girault 1925
- Paracladella Girault 1920
- Paraenasomyia Girault 1915
- Paramucrona Noyes 1980
- Paraphaenodiscus Girault 1915
- Paraphycus Girault 1915
- Parasauleia Hoffer 1968
- Paraschedius Mercet 1925
- Parastenoterys Girault 1915
- Paratetracnemoidea Girault 1915
- Paratetralophidea Girault 1915
- Parechthrodryinus Girault 1916
- Parectromoides Girault 1915
- Parencyrtomyia Girault 1915
- Parencyrtus Ashmead 1900
- Pareupelmus Kryger 1951
- Pareusemion Ishii 1925
- Pasulinia Noyes & Hayat 1984
- Pawenus Noyes & Woolley 1994
- Pentacladocerus Erdös 1963
- Pentelicus Howard 1895
- Perpolia Noyes & Woolley 1994
- Phauloencyrtus Girault 1940
- Philosindia Noyes & Hayat 1984
- Pistulina Hoffer 1976
- Plagiomerus Crawford 1910
- Platencyrtus Ferrière 1955
- Prionomastix Mayr 1876
- Prionomitoides Girault 1915
- Prionomitus Mayr 1876
- Prochiloneurus Silvestri 1915
- Proleuroceroides Shafee, Alam & Agarwal 1975
- Proleurocerus Ferrière 1935
- Protyndarichoides Noyes 1980
- Pseudaphycus Clausen 1915
- Pseudectroma Girault 1915
- Pseudencyrtoides Gordh & Trjapitzin 1975
- Pseudencyrtus Ashmead 1900
- Pseudhomalopoda Girault 1915
- Pseudococcobius Timberlake 1916
- Pseudorhopus Timberlake 1926
- Psilophryoidea Compere 1928
- Psilophrys Mayr 1876
- Psyllaephagus Ashmead 1900
- Psyllaphycus Hayat 1972
- Psyllechthrus Ghesquière 1958
- Pulexencyrtus Noyes & Woolley 1994
- Quadrencyrtus Hoffer 1952
- Raffaellia Girault 1922
- Rhopalencyrtoidea Girault 1915
- Rhytidothorax Ashmead 1900
- Ruandella Risbec 1957
- Ruskiniana Girault 1923
- Saera Noyes & Woolley 1994
- Sanghalia Risbec 1955
- Saprencyrtus Noyes & Hayat 1984
- Sarisencyrtus Noyes & Woolley 1994
- Satureia Noyes & Woolley 1994
- Sauleia Sugonjaev 1964
- Scotteus Masi 1917
- Sectiliclava Hoffer 1957
- Semen Hoffer 1954
- Shenahetia Noyes 1980
- Simmondsiella Noyes 1980
- Solenaphycus De Santis 1972
- Solenoencyrtus De Santis 1964
- Spaniopterus Gahan 1927
- Stemmatosteres Timberlake 1918
- Stenoteropsis Girault 1915
- Subprionomitus Mercet 1921
- Syrphophagus Ashmead 1900
- Szelenyiola Trjapitzin 1977
- Tachardiaephagus Ashmead 1904
- Tachardiobius Timberlake 1926
- Tachinaephagus Ashmead 1904
- Tanyencyrtus De Santis 1972
- Tassonia Girault 1921
- Teleterebratus Compere & Zinna 1955
- Tetarticlava Noyes 1980
- Tetracyclos Kryger 1942
- Thomsonisca Ghesquière 1946
- Tineophoctonus Ashmead 1900
- Tobiasia Trjapitzin 1962
- Trechnites Thomson 1876
- Tremblaya Trjapitzin 1985
- Trichomasthus Thomson 1876
- Trigonogaster Guérin-Méneville 1844
- Trjapitzinellus Viggiani 1967
- Tyndarichus Howard 1910
- Tyndaricopsis Gordh & Trjapitzin 1981
- Vietmachus Sugonjaev 1995
- Viggianiola Trjapitzin 1982
- Whittieria Girault 1938
- Xenoencyrtus Riek 1962
- Xenostryxis Girault 1920
- Xerencyrtus Trjapitzin 1972
- Xylencyrtus Annecke 1968
- Zaomma Ashmead 1900
- Zaommoencyrtus Girault 1916
- Zarhopaloides Girault 1915
- Zelaphycus Noyes 1988
- Zelencyrtus Noyes 1988
- Zooencyrtus Girault 1915
- Zozoros Noyes & Hayat 1984

Sous-famille Tetracneminae Howard 1892 :
- Acerophagoides Blanchard 1940
- Adektitopus Noyes & Hayat 1984
- Aenasius Walker 1846
- Aeptencyrtus De Santis 1964
- Aglyptus Förster 1856
- Alamella Agarwal 1966
- Allocerellus Silvestri 1915
- Amasyxia Noyes 2000
- Ameniscocephalus Girault 1915
- Anagyrietta Ferrière 1955
- Anagyrus Howard 1896
- Ananusia Girault 1917
- Anomalencyrtus Hayat & Verma 1980
- Anomalicornia Mercet 1921
- Anusia Förster 1856
- Anusioptera Brues 1910
- Apoleptomastix Kerrich 1982
- Aquaencyrtus Hoffer 1952
- Asencyrtus Trjapitzin 1972
- Asitus Erdös 1955
- Avernes Noyes & Woolley 1994
- Bactritopus Trjapitzin 1989
- Blepyrus Howard 1898
- Bureshiella Hoffer 1983
- Callaincyrtus Prinsloo & Annecke 1979
- Callipteroma Motschulsky 1863
- Ceraptrocerella Girault 1918
- Charitopus Förster 1856
- Chrysoplatycerus Ashmead 1889
- Cladiscodes Subba Rao 1977
- Clausenia Ishii 1923
- Coccidoxenoides Girault 1915
- Cryptanusia Girault 1917
- Cryptoplatycerus Trjapitzin 1982
- Cyrtocoryphes Timberlake 1926
- Dicarnosis Mercet 1921
- Dinocarsiella Mercet 1921
- Dinocarsis Förster 1856
- Dusmetia Mercet 1921
- Ectromatopsis Compere 1947
- Eotopus Noyes & Hayat 1984
- Epanusia Girault 1913
- Eremophasma Sugonjaev & Trjapitzin 1979
- Ericydnus Haliday 1832
- Euzkadiella Mercet 1922
- Extencyrtus Noyes & Woolley 1994
- Gafsa Thuroczy & Trjapitzin 1990
- Gavria Noyes 2000
- Gyranusoidea Compere 1947
- Hambletonia Compere 1936
- Hipponactis Noyes 2000
- Hofferencyrtus Boucek 1977
- Holanusomyia Girault 1915
- Holcencyrtus Ashmead 1900
- Incisencyrtus Prinsloo 1988
- Leptomastidea Mercet 1916
- Leptomastix Förster 1856
- Lutherisca Ghesquière 1946
- Lyka Mercet 1921
- Manicnemus Hayat 1981
- Marxella Girault 1932
- Mashhoodia Shafee 1972
- Metaphaenodiscus Mercet 1921
- Mira Schellenberg 1803
- Mohelencyrtus Hoffer 1969
- Mohelniella Hoffer 1964
- Monodiscodes Hoffer 1953
- Monstranusia Trjapitzin 1964
- Moraviella Hoffer 1954
- Neocharitopus Hayat, Alam & Agarwal 1975
- Neodusmetia Kerrich 1964
- Neoplatycerus Subba Rao 1965
- Neorhopus Girault 1917
- Nesebaria Hoffer 1970
- Notodusmetia Noyes 1988
- Odiaglyptus Noyes 1988
- Paraclausenia Hayat 1980
- Paracopidosoma Hoffer 1957
- Paraenasioidea Hoffer 1953
- Paramasia Hoffer 1953
- Paranathrix Myartseva 1980
- Parapyrus Noyes 1984
- Parectromoidella Girault 1915
- Pelmatencyrtus De Santis 1964
- Peneax Noyes 2000
- Phasmocephalon Trjapitzin 1977
- Phasmocera Trjapitzin 1971
- Phasmopoda Trjapitzin 1977
- Praleurocerus Agarwal 1974
- Pseudleptomastix Girault 1915
- Rhopus Förster 1856
- Ruanderoma Noyes & Hayat 1984
- Sakencyrtus Hayat 1981
- Savzdargia Trjapitzin 1979
- Schilleriella Ghesquière 1946
- Taftia Ashmead 1904
- Tetracnemoidea Howard 1898
- Tetracnemus Westwood 1837
- Tricladia Mercet 1918
- Tropidophryne Compere 1931
- Vosleria Timberlake 1926
- Xanthoectroma Mercet 1925
- Xenanusia Girault 1917
- Yasumatsuiola Trjapitzin 1977
- Zaplatycerus Timberlake 1925
- Zarhopalus Ashmead 1900

## Utilisation en lutte biologique
C'est une famille de la plus grande importance en lutte biologique car la plus utilisée : une cinquantaine d'espèces ont été employées à ce jour contre les cochenilles.
Anagyrus lopezi (De Santis,1964), (Hym. Tetracneminae) originaire d'Amérique du sud, fut utilisé à vaste échelle contre la cochenille du manioc Phenacoccus manihoti (Matile-Ferrero) (Hom. Pseudococcidae) en Afrique. 
L'utilisation d'Ageniapis fuscicollis dans les vergers d'Union soviétique pour lutter contre l'Yponomeute fut un succès.
Encyrtus infelix et E. lacaniorum sont utilisés contre Saissetia sur cultures en serre.
Originaire d'Amérique du Sud, Copidosoma uruguyensis a été lâché en 1968 sur les régions tabacoles de Madagascar pour lutter contre la teigne des feuilles, Phthorimaea operculella.